# Dudleya cymosa
Dudleya cymosa es una especie de planta suculenta perteneciente a la familia de las crasuláceas.

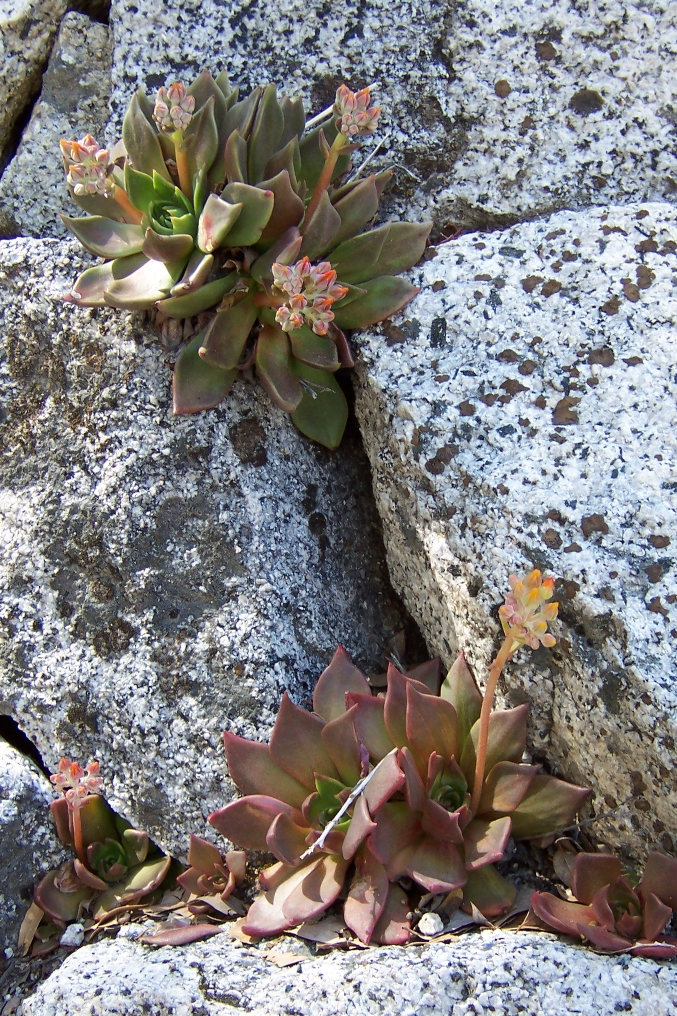
Vista de la planta en su hábitat

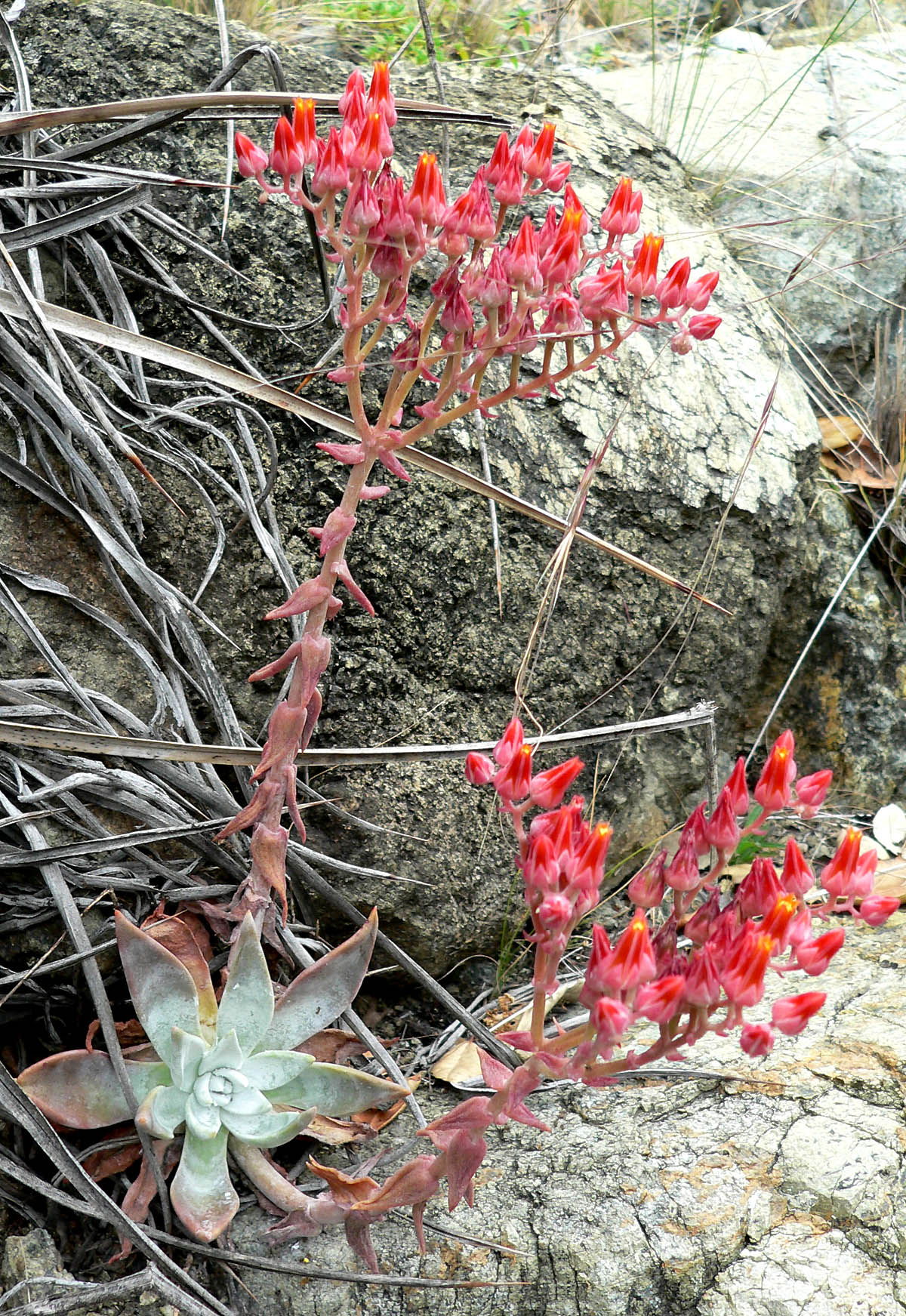
Inflorescencia

## Hábitat
La planta se encuentra en zonas rocosas en las montañas de baja altitud en el sur de California y Oregón.  Algunas subespecies se consideran amenazadas a nivel local.

## Descripción
Se trata de una distintiva planta con flores de color rojo-naranja y un color gris-verde en su roseta basal. La inflorescencia de color rojo amarillento con las flores en la cima de los tallos. 

## Propiedades
Se usa en la Terapia floral californiana, indicada cuando se produce una implicación excesivamente inflada en experiencias psíquicas o carismáticas.

## Taxonomía
Dudleya cymosa fue descrita por (Lem.) Britton & Rose y publicado en New or Noteworthy North American Crassulaceae 21. 1903.
Etimología
Dudleya: nombre genérico que fue nombrado en honor de William Russell Dudley, el primer director del departamento de botánica de la Universidad de Stanford.
cymosa: epíteto latino que significa "en la cima".
Subespecies
- Dudleya cymosa subsp. agourensis K.Nakai
- Dudleya cymosa subsp. costafolia Bartel & Shevock
- Dudleya cymosa subsp. crebrifolia K.Nakai & Verity
- Dudleya cymosa subsp. cymosa (Lem.) Britt. & Rose
- Dudleya cymosa subsp. marcescens Moran
- Dudleya cymosa subsp. ovatifolia (Britt.) Moran
- Dudleya cymosa subsp. paniculata (Jeps.) K.Nakai
- Dudleya cymosa subsp. pumila K.Nakai[4]

Sinonimia
| - Cotyledon angustiflora (Rose) Fedde - Cotyledon californica Baker - Cotyledon cymosa Baker - Cotyledon gigantea (Rose) Fedde - Cotyledon laxa Benth. & Hook.f. ex Jeps. - Cotyledon laxa var. cymosa (Baker) Jeps. - Cotyledon laxa var. nevadensis (S.Watson) Jeps. - Cotyledon nevadensis S.Watson - Cotyledon plattiana Jeps. - Cotyledon purpusii K.Schum. - Cotyledon purpusii (K. Schum.) G. Nicholson - Cotyledon sheldonii (Rose) Fedde - Dudleya angustiflora Rose - Dudleya cymosa subsp. gigantea (Rose) Moran - Dudleya gigantea Rose | - Dudleya laxa (Lindl.) Britton & Rose - Dudleya nevadensis (S.Watson) Britton & Rose - Dudleya plattiana (Jeps.) Rose - Dudleya purpusii (K.Schum.) Rose - Dudleya sheldonii Rose - Echeveria amadorana (Rose) A.Berger - Echeveria angustiflora (Rose) A.Berger - Echeveria cymosa (Lem.) Lem. - Echeveria laxa (Lindl.) Lindl. - Echeveria laxa var. cymosa (Lem.) Jeps. - Echeveria laxa var. nevadensis (S.Watson) Jeps. - Echeveria laxa var. paniculata Jeps. - Echeveria nevadensis (S.Watson) A.Nelson & J.F.Macbr. - Echeveria plattiana (Jeps.) A.Nelson & J.F.Macbr. - Echeveria purpusii (K.Schum.) K.Schum. - Echeveria sheldonii (Rose) A.Berger |